# GAZ-A
Der GAZ-A (russisch ГАЗ-А) war ein sowjetischer Personenwagen, der vom Gorkowski Awtomobilny Sawod (GAZ) ab 1932 in Serie gebaut wurde. Er war der erste Personenwagen, der in der Sowjetunion in Großserie hergestellt wurde und ist eine nahezu exakte Kopie des Ford Modell A von 1930. In der Bevölkerung erhielt das Auto den Spitznamen „Gazik“.

## Fahrzeuggeschichte

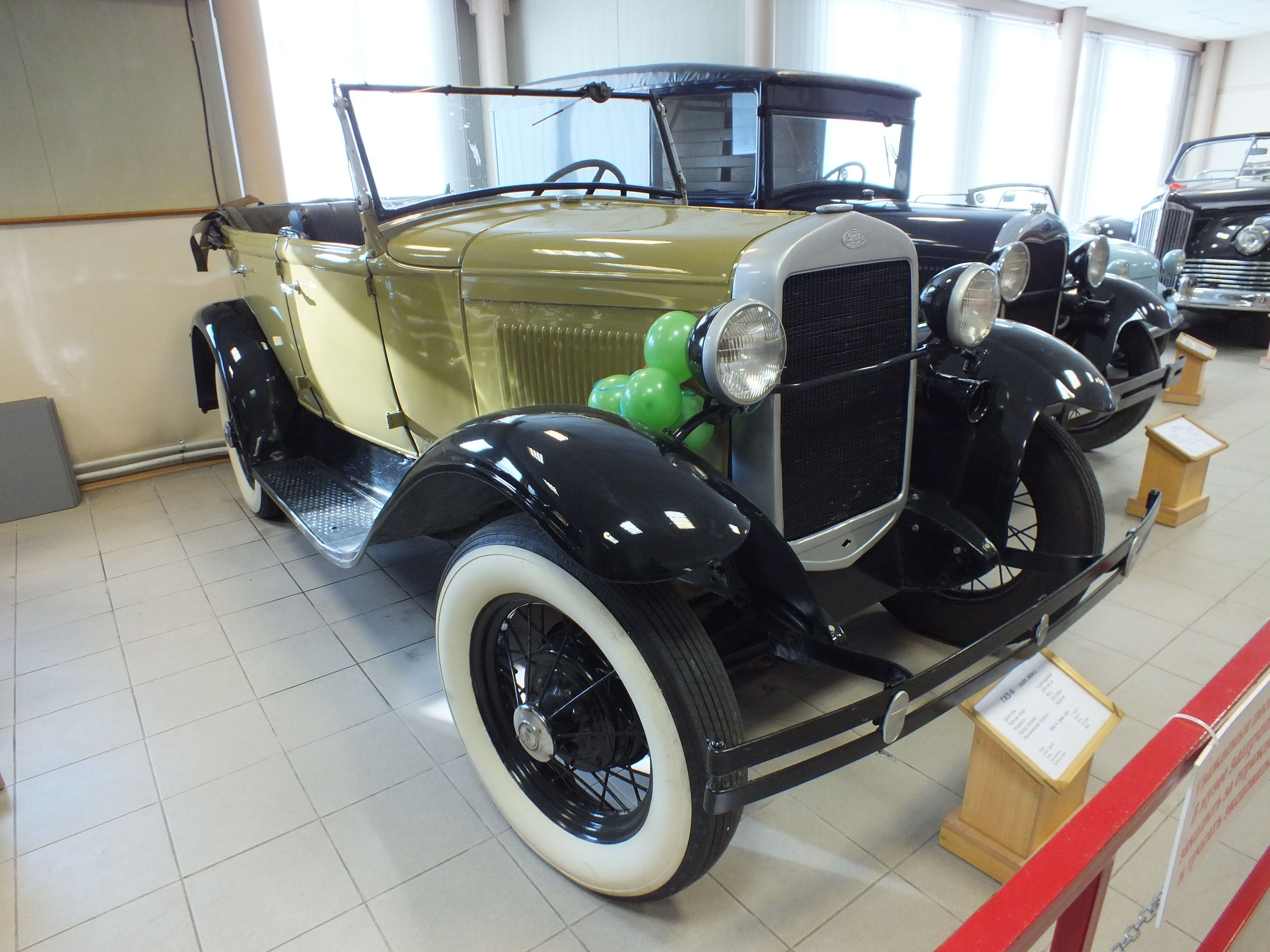
GAZ-A in einem Museum (2014)

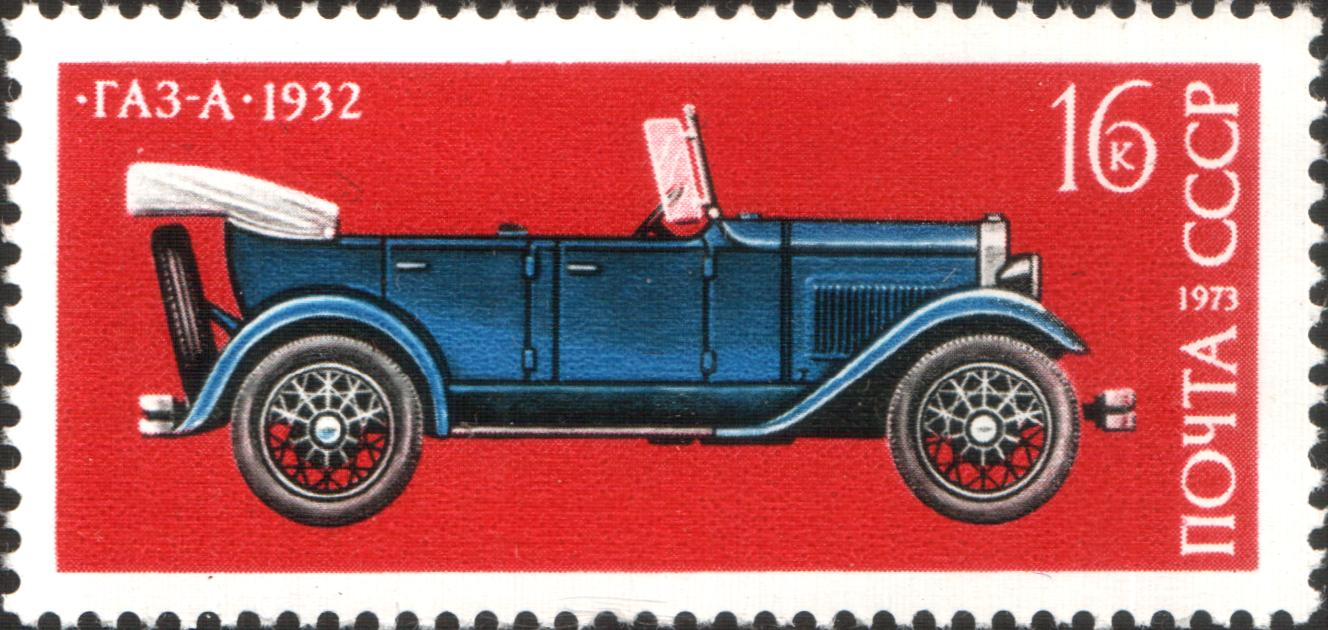
Briefmarke der sowjetischen Post von 1973, GAZ-A als Motiv

D-8, Panzerwagen auf Basis des GAZ-A, erbeutet von den finnischen Streitkräften im Winterkrieg (1942)

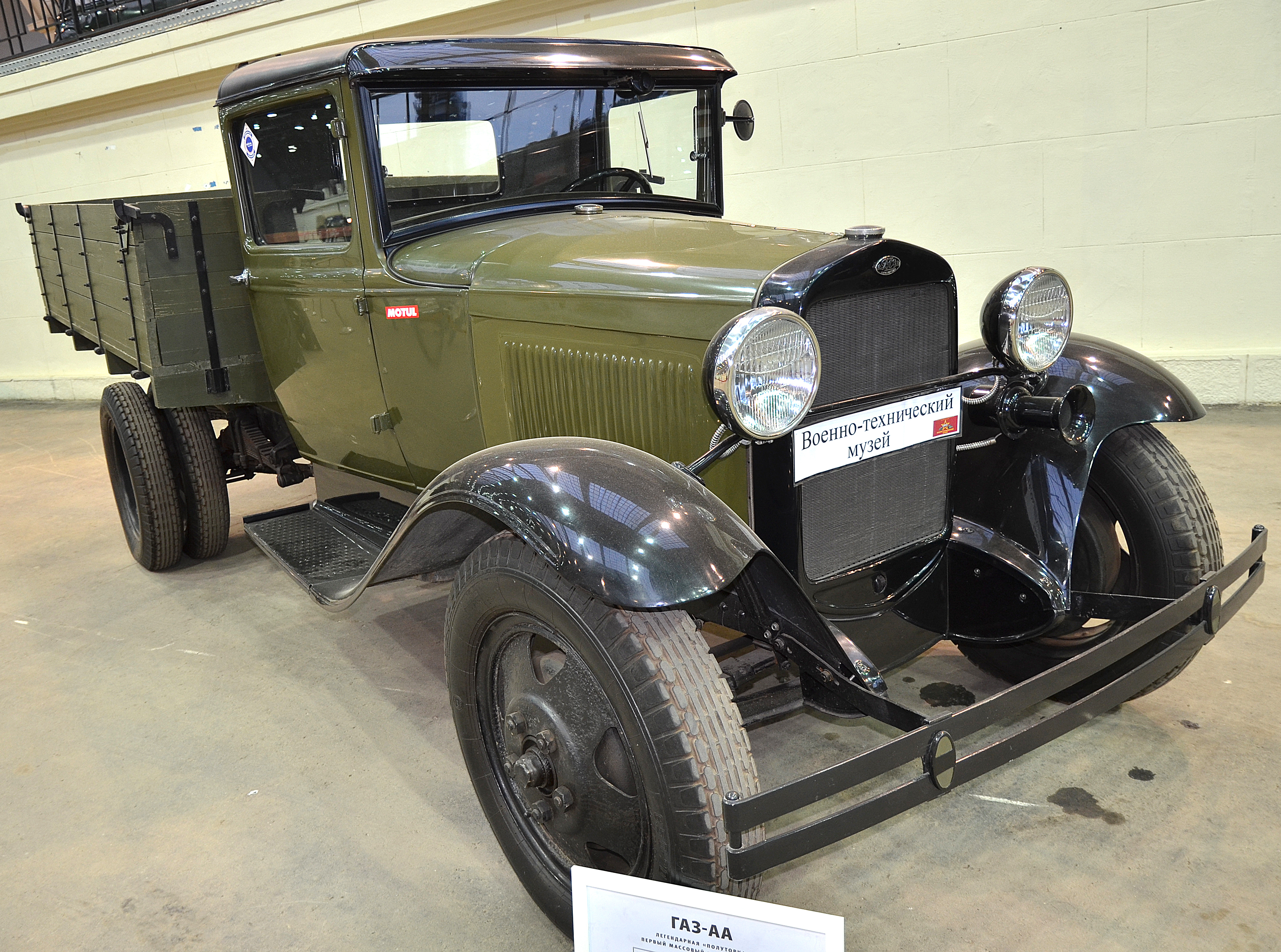
GAZ-AA, Lastwagen auf Basis des GAZ-A

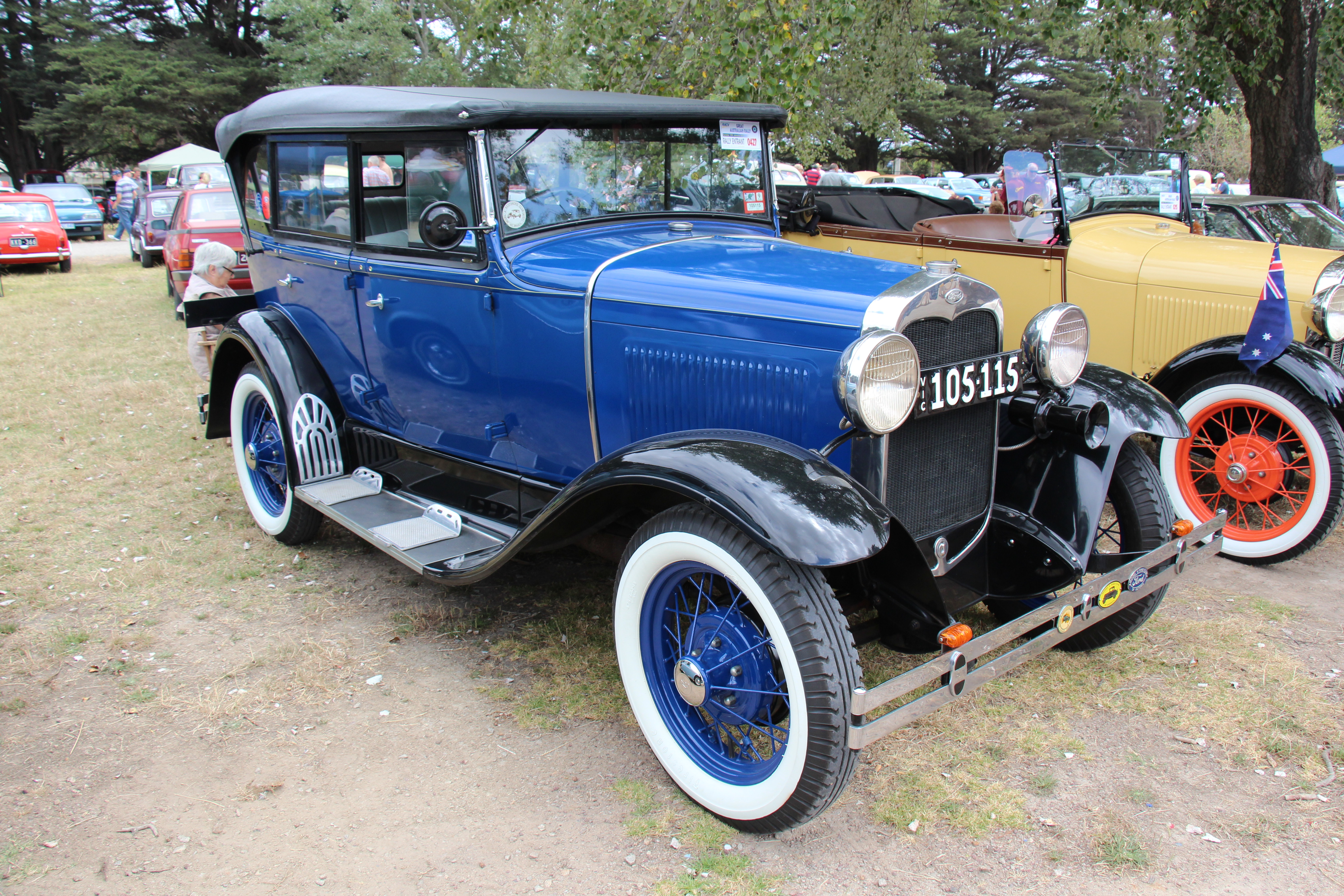
Ford Modell A von 1930, das Vorbild des GAZ-A

Die Zusammenarbeit zwischen der Ford Motor Company und Russland reicht zurück bis in das Jahr 1909. Ford war insbesondere in den 1910er- und 1920er-Jahren ein wichtiger Lieferant für Pkw und Nutzfahrzeuge wie Traktoren und Lastwagen. Mehrere zehntausend Stück wurden in die Sowjetunion importiert, da deren eigene Fahrzeugindustrie unterentwickelt war. Der erste Fünfjahrplan von 1928, der generell stark zur Entwicklung der Industrie der Sowjetunion beitrug, sah auch vor, eine heimische Automobilfertigung aufzubauen. 1929 wurde dazu ein offizieller Vertrag mit Ford geschlossen, der vorsah, dass die UdSSR jedes Jahr große Mengen Bausätze für Ford-Modelle kaufen sollte, um sie im neu errichteten Nischnegorodski Awtomobilny Sawod, kurz NAZ (ab 1933 GAZ), zu montieren. Auch im KIM-Werk in Moskau wurden Fahrzeuge montiert.
Bereits Anfang 1931 stellte die Regierung der UdSSR fest, dass die projektierten Mengen deutlich zu groß waren. Die Weltwirtschaftskrise traf sowohl Ford als auch die Sowjetunion, deutlich weniger Bausätze wurden benötigt.
Bis Ende 1932 war das Werk in Nischni Nowgorod auf einen Stand gebracht, in dem es in der Lage war, selbst Automobile zu produzieren. Die ersten Autos verließen die Hallen am 8. Dezember 1932. Ungefähr zur gleichen Zeit begann die Fertigung des GAZ-AA. Dabei handelte es sich um einen Lastwagen, der auf dem gleichen Fahrgestell aufbaute und viele andere Fahrzeugteile vom Pkw übernahm. Die Zeichnungen für das Fahrzeug stammten noch von Ford.
Bis 1935 wurden im neuen Werk 100.000 Fahrzeuge gebaut, mehrheitlich Lastwagen. Im gleichen Jahr wurde der Vertrag zwischen Ford und der Sowjetunion im gegenseitigen Einvernehmen aufgelöst. 1936 endete nach 41.917 gebauten Exemplaren die Fertigung des GAZ-A zu Gunsten des Nachfolgers GAZ-M1.
1973 widmete die sowjetische Post dem GAZ-A eine Briefmarke.

## Modellvarianten
Da der GAZ-A das einzige in Großserie hergestellte Automobil dieser Zeit in der Sowjetunion war, basiert eine ganze Reihe anderer Fahrzeuge auf diesem Modell. Neben dem Lastwagen GAZ-AA waren dies auch Pick-ups, Rennfahrzeuge und ein Panzerwagen für die Armee. Die Liste erhebt keinen Anspruch auf Vollständigkeit.
- GAZ-A – Grundvariante, wurde von 1932 bis 1936 gebaut.
- GAZ-AA – Von 1932 bis 1938 (und mit dem GAZ-MM bis 1950) produzierter Lastwagen, der in diversen Teilen und Baugruppen mit dem Pkw vereinheitlicht wurde. Die gebaute Stückzahl überstieg die des Automobils deutlich. Zu den Varianten dieses Fahrzeugs siehe dort.
- GAZ-AAAA – Prototyp eines dreiachsigen Transportfahrzeugs auf Basis des GAZ-A. Zu einer Serienfertigung kam es nicht, lediglich zwei Stück wurden 1936 hergestellt.
- GAZ-A-Aero – Rennwagen dessen technischer Ursprung im GAZ-A liegt. Das Fahrzeug bekam jedoch eine völlig überarbeitete, stromlinienförmige Karosserie. 1934 wurde ein einziger Wagen gebaut.
- GAZ-A Kegress (russisch ГАЗ-А Кегресс) – Ein nach Adolphe Kégresse benanntes Halbkettenfahrzeug. Die Hinterachse des GAZ-A wurde durch ein Gleiskettenlaufwerk ersetzt. Durchsetzen konnte sich die Konstruktion nicht, im November 1933 wurde lediglich ein Prototyp gebaut.
- GAZ-3 – Variante mit geschlossener Limousinen-Karosserie. Nur ein Prototyp wurde 1934 gebaut.[6]
- GAZ-4 – In Serie gefertigter Pick-up auf Basis des GAZ-A, Teile des Lastwagens GAZ-AA wurden verwendet.
- GAZ-6 – Modellversion mit geschlossener viertüriger Karosserie. Ab 1934 in Kleinserie hergestellt und als Krankenwagen oder Taxi verwendet. Unterschiedliche Quellen sprechen von 60 bis 100 gebauten Exemplaren.[7]
- GAZ-Aremkuz – Auch die Automobilfabrik Aremkuz aus Moskau baute vereinzelte Exemplare des GAZ-6. Die Bauform der Karosserie variierte.[7]
- D-8 – Ein auf dem Fahrgestell des GAZ-A aufgebauter Panzerwagen. 1932 in geringer Stückzahl für die Rote Armee gebaut.[8]

Darüber hinaus wurde der Motor des GAZ-A, mit technischen Überarbeitungen, auch in den folgenden Jahrzehnten noch eingesetzt. Er findet sich z. B. im GAZ-M1 sowie im GAZ-64 und GAZ-67. Auch der Lastwagen GAZ-MM, der Nachfolger des GAZ-AA, nutzt eine überarbeitete Version dieses Motors.

## Technische Daten
Für das Grundmodell GAZ-A.
- Motor: Vierzylinder-Viertakt-Ottomotor
- Motortyp: „GAZ-A“
- Leistung: 40 PS (29 kW)
- Hubraum: 3285 cm³
- Bohrung: 98,43 mm
- Hub: 107,95 mm
- Treibstoffverbrauch: 12 l/100 km
- Tankinhalt: 40 l
- Getriebe: mechanisch, 3 Vorwärtsgänge
- Höchstgeschwindigkeit: 90 km/h
- Antriebsformel: 4×2
- Bremsen: mechanisch an allen vier Rädern

Abmessungen und Gewichte
- Länge: 3875 mm
- Breite: 1710 mm
- Höhe: 1780 mm
- Radstand: 2630 mm
- Bodenfreiheit: 205 mm
- Leergewicht: 1080 kg